# Finströms prästgård
Finströms prästgård ligger i Finströms kommun på Åland. Den nuvarande huvudbyggnaden färdigställdes enligt arkitekt Magnus Armfelts ritningar år 1899.
Idag fungerar prästgården som ett privat hem.

## Historia

### De gamla prästgårdarna
Den första huvudbyggnaden färdigställdes efter kyrkoherde Daniel Backmans installation i slutet av 1700-talet. Ursprungligen tänkte man bygga prästgården på samma plats som en ännu tidigare prästgård från år 1698 låg, men kyrkoherden Backaman tyckte att den platsen var ohälsosam. Därför byttes platsen för nybygget ut till en kulle sydost om Finströms kyrka. Den nya prästgården hade ett mansardtak och fem rum. Kyrkoherden hade även inrett kamrar på vinden på egen bekostnad. Prästgårdens sal hade stora fönster och inredningen var lyxig.
Kyrkoherde Frans Petter von Knorring lät vid mitten av 1800-talet bygga en ny bostadsbyggnad bredvid prästgården från slutet av 1700-talet. De två byggnaderna anknöts av en köksflygel som låg mellan byggnaderna. Under kyrkoherde Knut Emil Soncks tid renoverades prästgården och bland annat mansardtaket byttes ut till ett sadeltak.

### Den nuvarande prästgården

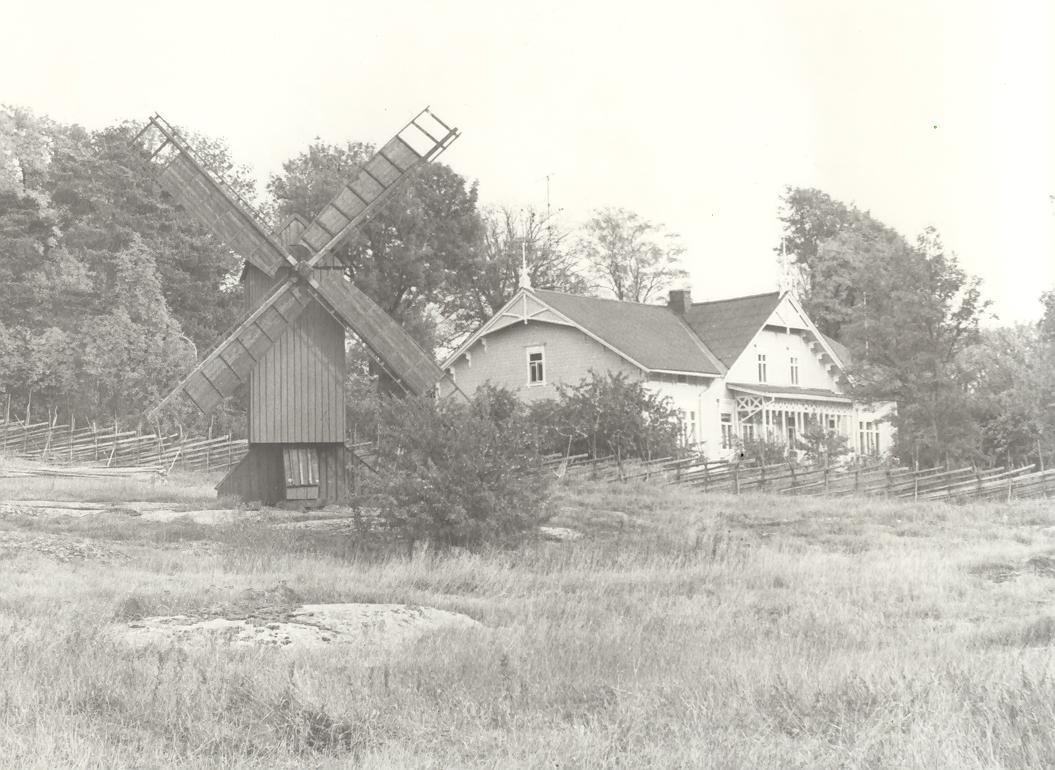
Finströms prästgård och väderkvarn.

Tanken att bygga en helt ny tjänstebostad väcktes i slutet av 1800-talet och bland annat kyrkoherde Soncks yngsta son, arkitekt Lars Sonck, gjorde ritningar för den nya prästgården. Kyrkostämman godkände dock inte Soncks planer och valde istället arkitekt Magnus Armfelt för arbetet. Den nya prästgården med nio rum färdigställdes år 1899. Väderkvarnen flyttades till prästgården från byn Ämnäs.